# Philippe Caverivière
Philippe Caverivière, né le 8 février 1971 à Beauvais (Oise), est un auteur, humoriste, chroniqueur et animateur de télévision français.

## Biographie

### Enfance, jeunesse et formation
Philippe Caverivière est né en 1971 d'un père ouvrier spécialisé, et d'une mère italo-alsacienne exerçant dans la pâtisserie,. Il grandit dans le quartier de La Petite-Hollande à Montbéliard dans le Doubs ainsi qu'à Saint-Raphaël dans le Var. Il a un frère qui a douze ans de plus que lui et une sœur qui est décédée d'un cancer à l'âge de sept ans.
Il est diplômé d'un BTS en commerce international,.

### Carrière en dehors des médias
En 1993, il travaille pendant quatre mois dans un établissement Club Med situé à Dieulefit dans la Drôme en tant que chef des sports terrestres. Le jeune homme y rencontre alors Nicolas Canteloup qui débute comme moniteur d'équitation. Philippe Caverivière organise ensuite des jeux de piscine lors d'un tour du monde des clubs.
Il se lance également dans l'immobilier en compagnie de son frère, mais Philippe Caverivière arrête après un peu plus d'une année. Ils ouvriront aussi une sandwicherie à Fréjus, qui ne tiendra que deux mois.

### Carrière dans les médias
En 2002, voyant Nicolas Canteloup à la télévision, il contacte ce dernier, et devient un de ses auteurs,. Il mène cette activité d'abord au sein de la station Rire et Chansons, puis sur Europe 1 de 2005 à juin 2020, date à laquelle les compères sont remerciés,.
En 2009, il est repéré par Michel Drucker et collabore avec lui, d'abord au sein d'Europe 1, puis en participant aux émissions Vivement dimanche et Vivement dimanche prochain diffusées sur France 2,. Il continue d'être un des auteurs de Nicolas Canteloup, avec Arnaud Demanche et Laurent Vassilian, notamment pour son émission C'est Canteloup créée en 2011,.
En 2012, Philippe Caverivière co-écrit le spectacle Nicolas Canteloup n’arrête jamais qui est joué aux Folies Bergère. Durant la même année, il co-écrit le film Les Infidèles avec Nicolas Bedos, Jean Dujardin et Gilles Lellouche.
Repéré par Thomas Sotto alors qu'il organise un gala associatif, il rejoint RTL en 2019 et sa matinale où il tient une chronique intitulée L’œil de Philippe Caverivière.
En 2020, il intègre en tant que chroniqueur le programme On est en direct de Laurent Ruquier diffusé sur France 2, et y restera durant deux saisons,.
Il est aussi l'un des auteurs d'un spectacle de Florent Peyre intitulé Nature et joué à partir de 2021.
À la rentrée 2022, il intègre l'émission de Léa Salamé Quelle époque ! qui prend la suite de On est en direct, là encore en tant que chroniqueur.
Toujours à la rentrée 2022, sa chronique L’œil de Philippe Caverivière est désormais diffusée également sur M6, dont le groupe a pour actionnaire principal RTL Group. À partir de la rentrée 2023, il intervient désormais à deux reprises dans la matinale de RTL, sa chronique quotidienne ayant été répliquée en 2e passage.
À partir de novembre 2023, il co-anime sur France 2 avec Alex Vizorek En bande organisée, une nouvelle émission humoristique diffusée les dimanches après-midi sur France 2.
Le 1er janvier 2024, il coanime en première partie de soirée sur France 2 Quelle année ! avec Christophe Dechavanne.

## Engagement
En lien avec son histoire familiale, il est le parrain d'une association nommée Léo qui soutient des enfants atteints de cancer.